# 陇栖山薹草
陇栖山薹草（学名：Carex longxishanensis）为莎草科薹草属的植物。分布于中国大陆的福建等地，生长于海拔850米的地区，多生于沟边。